# 坂井豊司
坂井 豊司（さかい とよし、1925年6月3日 - 2016年4月）は、日本の野球選手。ポジションは内野手。

## 来歴・人物
岐阜県出身。岐阜市立岐阜商業学校（現・岐阜県立岐阜商業高等学校）に進学し、在学中に1940年と1941年の選抜中等学校野球大会に出場している（1941年は準々決勝で別所毅彦・青田昇の滝川中学校と対戦。別所が骨折した試合である）。
卒業後、1944年に阪急に入団。主に三塁手を務める。戦争による中断を挟み、1947年まで3シーズン在籍した。入団後、最初の巨人戦でヴィクトル・スタルヒンと対戦したときの模様を「それまでのピッチャーとは比べ物にならないくらい速かった。球を前に飛ばせなかった」と後に述べている。
阪急退団後、社会人野球の大塚産業でプレー。1950年に発足した広島カープに入団。広島では主に二塁手であった。このシーズン限りで退団。このシーズンの打率.166は2リーグ分裂後、規定打席に到達した打者の打率としては2022年現在最低の記録として残っている。（１リーグ制では山田潔の.107（1938年・春）。）
広島退団後は再び社会人野球に戻り、明治座に在籍していたときには熊谷組の補強選手として都市対抗野球大会にも出場した。
2005年以降は長男の暮らす香川県丸亀市に居住。
2016年4月に丸亀市において91歳の生涯を閉じる。

## 詳細情報

### 年度別打撃成績
| 年 度     | 球 団     | 試 合 | 打 席 | 打 数 | 得 点 | 安 打 | 二 塁 打 | 三 塁 打 | 本 塁 打 | 塁 打 | 打 点 | 盗 塁 | 盗 塁 死 | 犠 打 | 犠 飛 | 四 球 | 敬 遠 | 死 球 | 三 振 | 併 殺 打 | 打 率 | 出 塁 率 | 長 打 率 | O P S |
| --------- | --------- | ----- | ----- | ----- | ----- | ----- | -------- | -------- | -------- | ----- | ----- | ----- | -------- | ----- | ----- | ----- | ----- | ----- | ----- | -------- | ----- | -------- | -------- | ----- |
| 1944      | 阪急      | 30    | 120   | 100   | 10    | 24    | 3        | 0        | 0        | 27    | 7     | 1     | 0        | 2     | --    | 18    | --    | 0     | 6     | --       | .240  | .356     | .270     | .626  |
| 1946      | 阪急      | 72    | 301   | 271   | 36    | 74    | 14       | 6        | 1        | 103   | 28    | 3     | 1        | 0     | --    | 26    | --    | 4     | 15    | --       | .273  | .346     | .380     | .726  |
| 1947      | 阪急      | 24    | 99    | 88    | 7     | 16    | 3        | 0        | 0        | 19    | 8     | 0     | 1        | 0     | --    | 10    | --    | 1     | 9     | --       | .182  | .273     | .216     | .489  |
| 1950      | 広島      | 102   | 348   | 320   | 23    | 53    | 10       | 0        | 1        | 66    | 19    | 4     | 2        | 6     | --    | 21    | --    | 1     | 31    | 10       | .166  | .219     | .206     | .426  |
| 通算：4年 | 通算：4年 | 228   | 868   | 779   | 76    | 167   | 30       | 6        | 2        | 215   | 62    | 8     | 4        | 8     | --    | 75    | --    | 6     | 61    | 10       | .214  | .288     | .276     | .564  |

### 背番号
- 16 （1944年）
- 8 （1946年 - 1947年）
- 23 （1950年）